# فوميو إغاراشي
فوميو إغاراشي (باليابانية: 五十嵐文男؛ بالكانا: いがらし ふみお) هو متزلج فني ياباني، ولد في 6 نوفمبر 1958 في طوكيو في اليابان.

## وصلات خارجية
- فوميو إغاراشي على موقع أوليمبيديا (الإنجليزية)